# Чітван (національний парк)

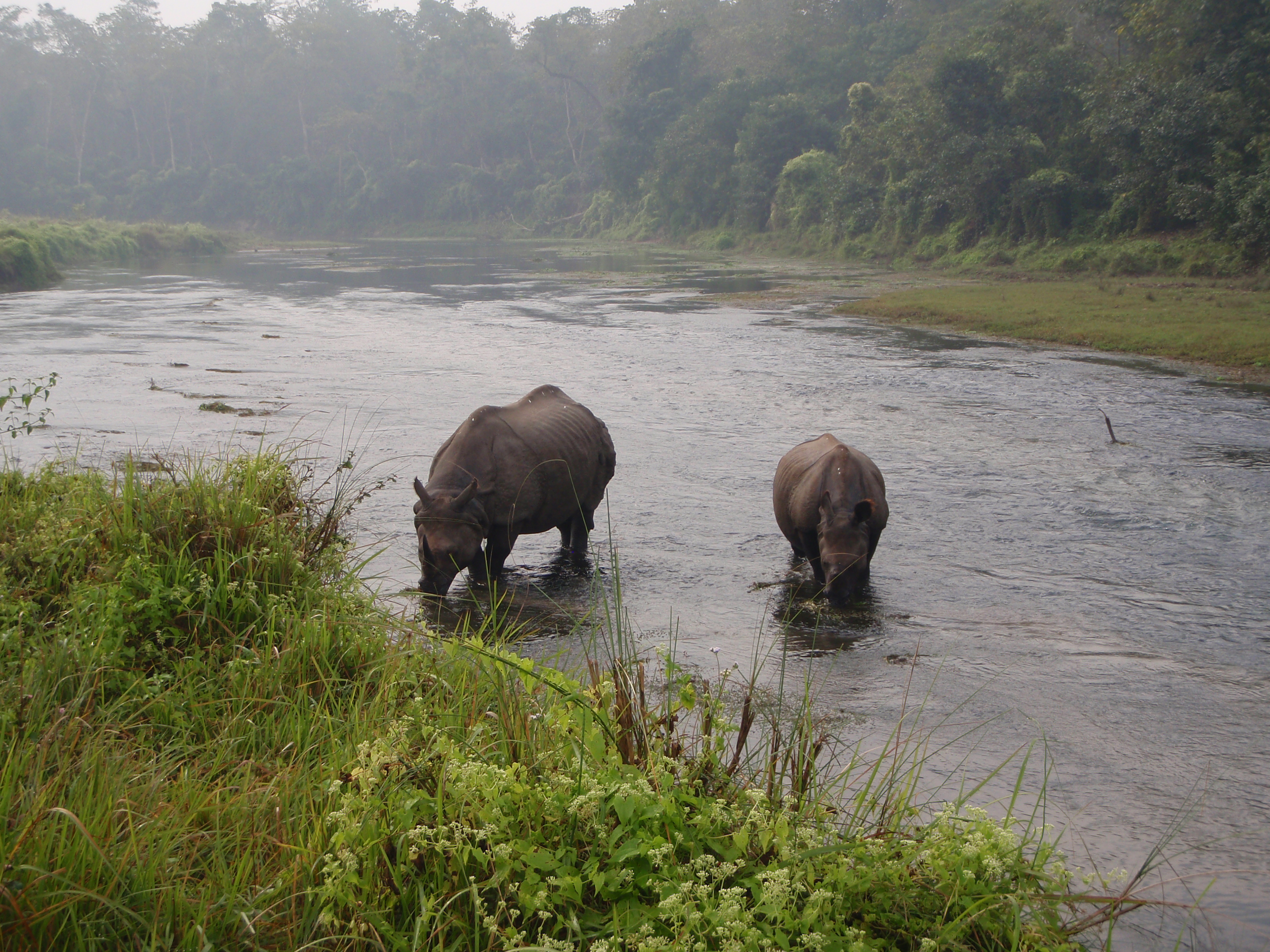
Носороги в Національному парку Чітван, Непал.

Національний парк Чітван (англ. Royal Chitwan National Park, непалі चितवन राष्ट्रिय निकुञ्ज ) - національний парк у Непалі, об'єкт Всесвітньої спадщини ЮНЕСКО № 284. Знаходиться на відстані 200 км на південний захід від столиці Катманду.

До 1973 року Чітван був улюбленим місцем полювання непальських королів. У 1973 році був оголошений охоронною зоною. В 1984 році парк був внесений в список об'єктів ЮНЕСКО.

Площа парку становить 932 кв.км, в основному вкритих джунглями. В парку багато мальовничих річок та невеликих озер. З представників фауни найбільший інтерес становлять носороги, слони, олені, буйволи, тигри.

Чітван відкритий для відвідування туристами. Основний туристичний центр в околицях парку - село Саураха.